# Jules Barbier
Paul Jules Barbier (Paris, 8 de março de 1825 – Paris, 16 de janeiro de 1901) foi um poeta francês, escritor e libretista de ópera escreveu em colaboração com Michel Carré.
Destaque dos seus librettos:
- Charles Gounod:
  - La Colombe, Faust (opera) (*), Le Médecin malgré lui (*), Philémon et Baucis, Polyeucte, La Reine de Saba e Romeo e Juliette (*)
- Victor Massé:
  - Galathée
- Giacomo Meyerbeer:
  - Le Pardon de Ploermel (ou Dinorah)
- Jacques Offenbach:
  - Os Contos de Hoffmann
- Camille Saint-Saens:
  - Le Timbre d'argent
- Ambroise Thomas:
  - Hamlet (*), Mignon (*) e Francesca da Rimini.

(*) em colaboração com Michel Carré.
Escreveu o libreto para La Guzla de l'Emir, ópera de Georges Bizet.
Escreveu o cenário de Léo Delibes, ballet Sylvia.